# Dysmachus bequaerti
Dysmachus bequaerti là một loài ruồi trong họ Asilidae. Dysmachus bequaerti được Tomasovic miêu tả năm 2001. Loài này phân bố ở vùng Cổ Bắc giới.